# Сквер Героїв Небесної сотні (Ірпінь)
Сквер Героїв Небесної сотні імені Володимира Марцішевського — сквер між Гостомельським шосе та 10-ю Лінією в місті Ірпінь, недалеко від військового шпиталю. Відкритий 25 травня 2019 року.
Названий на честь героя Небесної сотні Володимира Марцішевського.
На відкритті була присутня матір героя пані Ірина, депутати Київської обласної ради, ветерани російсько-української війни.
Володимир Марцішевський (20.02.1966-14.06.2014) — мешканець Ірпеня, народився в смт Коцюбинське та навчався в місцевій школі № 6. Останні 10 років свого життя активно займався громадською діяльністю, був активістом більш ніж 20 громадських організацій, займався журналістикою, писав вірші.
Пройшов шлях від Помаранчевої революції до Революції Гідності. Останнім пішов зі сходів Українського дому, захищав Гостинний двір, боровся за збереження зелених зон та з незаконними забудовами в Ірпені.
11 червня 2014 року Володимира Марцішевського було викрадено з прес-центру Майдану і жорстоко побито. Через три дні від отриманих травм помер у київській лікарні швидкої допомоги. 17 червня 2014р. Володимира провели в останній шлях на майдані. Поховали Володимира Марцішевського в м. Ірпінь. .